# カパッチョ＝ペストゥム
カパッチョ（伊: Capaccio）は、イタリア共和国カンパニア州サレルノ県にある、人口約23,000人の基礎自治体（コムーネ）。
分離集落ペストゥムには、UNESCO世界遺産に登録されている遺跡パエストゥム（ペストゥムの日本式ラテン語読み）がある。

## 地理

### 位置・広がり

#### 隣接コムーネ
隣接するコムーネは以下の通り。
- アグローポリ
- アルバネッラ
- チチェラーレ
- エーボリ
- ジュンガーノ
- ロッカダスピデ
- トレンティナーラ

## 行政

### 分離集落
カパッチョには、以下の分離集落（フラツィオーネ）がある。
- Paestum, Borgo Nuovo, Capaccio Scalo, Cafasso, Chiorbo, Foce Sele,Gaiarda, Gromola, Laura, Licinella, Linora, Ponte Barizzo, Rettifilo-Vannulo, Spinazzo, S. Venere, Tempa di Lepre,Torre di Mare, Tempa San Paolo, Vuccolo Maiorano